# Lịch sử Mông Cổ

## Thời kỳ đầu tiên

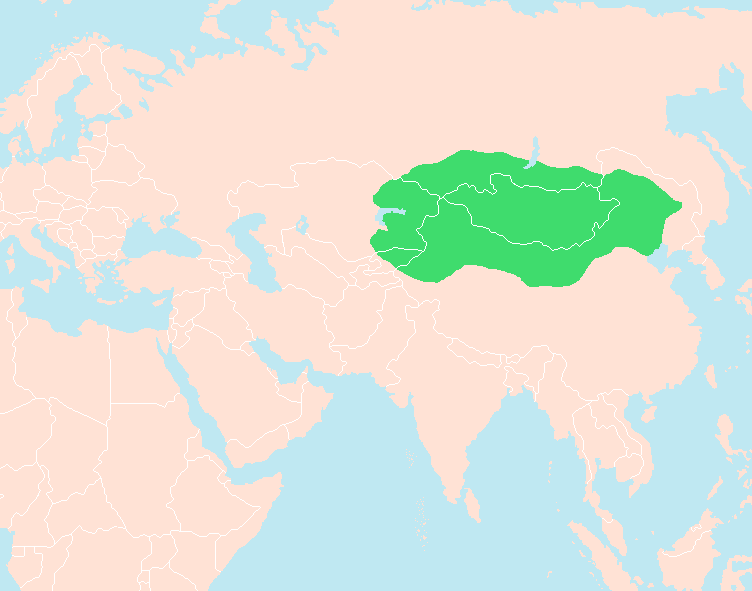
Lãnh thổ của người Hung Nô dưới thời vua Mặc Đốn

Vùng đất Mông Cổ ngày nay từng là nơi sinh sống của rất nhiều tộc người từ thời tiền sử. Họ chủ yếu là những người dân du mục và dần dần phát triển thành những liên minh lớn mạnh. Năm 209 TCN, người Hung Nô đã thành lập một liên minh hùng mạnh dưới sự lãnh đạo của vua Mặc Đốn. Họ đã đánh bại người Hồ phía đông (Đông Hồ), vốn kiểm soát miền đông Mông Cổ trước kia rồi nhanh chóng trở thành một thế lực lớn uy hiếp Trung Hoa trong 3 thế kỉ sau đó. Triều Tần đã phải xây dựng Vạn Lý Trường Thành để ngăn chặn những sự xâm nhập từ phía bắc của người Hung Nô. Sau khi bị người Trung Quốc đánh bại vào năm 428-431, một bộ phận người Hung Nô đã di chuyển sang phía tây và trở thành người Hung. Sau đó, người Rouran đã thay thế Hung Nô cai trị Mông Cổ cho đến khi bị đánh bại bởi người Đột Quyết.
Người Đột Quyết cai quản Mông Cổ trong hai thế kỉ VII và VIII. Tiếp đó, họ lại bị thay thế bởi tổ tiên của người Uyghur ngày nay, và sau đó là người Khiết Đan và người Nữ Chân. Vào thế kỉ X, Mông Cổ bị chia thành rất nhiều bộ lạc nhỏ liên kết rời rạc với nhau.

## Thời kỳ đế quốc Mông Cổ
Đế quốc Mông Cổ được Thành Cát Tư Hãn thành lập năm 1206 sau khi thống nhất các bộ lạc Turk-Mông Cổ và sau đó bành trướng sang đại lục Á-Âu, khởi đầu bằng việc xâm lược Tây Hạ ở phía bắc Trung Quốc và đế quốc Khwarezm (Hoa Thích Tử Mô) ở Ba Tư. Vào thời kỳ cực thịnh của nó, Hòa bình Mông Cổ (con đường tơ lụa thuộc đế quốc Mông Cổ) đã tạo điều kiện cho giao lưu văn hóa và mậu dịch giữa phương Đông và phương Tây trong thời kỳ thế kỷ 13 - thế kỷ 14.
Vào thời điểm Thành Cát Tư Hãn mất năm 1227, đế quốc này được chia cho 4 người con trai của ông với người con trai thứ 4 là Đại hãn, và đến những năm 1350, các triều Hãn rạn nứt và đánh mất trật tự mà Thành Cát Tư Hãn đã mang lại. Cuối cùng, các triều Hãn xa rời nhau, trở thành các triều đại Ilkhanate ở Ba Tư, triều Chagatai ở Trung Á, triều Nhà Nguyên ở Trung Quốc, và Kim Trướng hãn quốc ở địa phận nước Nga ngày nay.

### Xâm lược vùng Trung Á
Thành Cát Tư Hãn muốn thương mại và hàng hóa, gồm cả các loại vũ khí mới, cho đất nước mình. Một đoàn người Mông Cổ gồm hàng trăm lái buôn kéo tới một vương quốc mới hình thành nằm giữa Ba Tư và Trung Á, có tên gọi là Hoa Thích Tử Mô. Vị vua của vương quốc này cho rằng trong đoàn có các điệp viên. Thành Cát Tư Hãn gửi các đại sứ tới, và vị vua đã giết vị đại sứ và đốt râu của những người khác, những kẻ còn lại bị đuổi về. Thành Cát Tư Hãn trả thù, xuất quân đi về hướng Tây. Thành phố thủ đô của vị sultan là Samarkand đầu hàng. Quân đội của ông bị đánh tan vỡ và ông bỏ chạy.
Thành Cát Tư Hãn và quân đội tiến sâu thêm vào vương quốc của vị sultan - tới tận Afghanistan và sau đó là Ba Tư. Người ta nói rằng vị vua Hồi giáo ở Baghdad tỏ ý thù địch đối với vị sultan và giúp đỡ Thành Cát Tư Hãn, điều tới cho ông một trung đoàn viễn chinh người châu Âu, từng là tù nhân của ông. Vì Thành Cát Tư không cần đến bộ binh, nên đã trả tự do cho họ, vì vậy những người châu Âu là những người đầu tiên lan truyền các tin tức sốt dẻo về các cuộc chinh phục của Thành Cát Tư Hãn.
Thành phố Nishapur nổi loạn chống lại sự cai trị Mông Cổ. Con rể Thành Cát Tư Hãn bị giết chết, và như được kể lại, con gái ông ta muốn rằng tất cả người dân trong thành phố phải chết, và theo truyền thuyết, họ đã chết.
Trong khi Thành Cát Tư Hãn đang củng cố các cuộc chinh phục ở Ba Tư và Afghanistan, một lực lượng 40.000 kỵ binh Mông Cổ lao vào Azerbaijan và Armenia. Họ đánh bại các quân thập tự chinh Gruzia, chiếm pháo đài thương mại ở Krym và trải qua mùa đông ở dọc bờ biển Đen. Khi họ quay về nhà họ gặp 80.000 chiến binh do hoàng tử Mstitlav của công quốc Kiev dẫn đầu. Lợi dụng ưu thế về tính kiêu căng và quá tự tinh của quân quý tộc. Nhẹ và cơ động hơn, họ thoát ra và làm những kẻ đuổi theo mỏi mệt và sau đó tấn công, giết hại và đánh tan họ.
Một lần nữa chỉ trong thời gian ngắn, Thành Cát Tư Hãn lại lao vào chiến tranh. Ông tin rằng người Tangut không tuân theo các nghĩa vụ đối với đế chế của ông. Năm 1227, ở tuổi sáu mươi lăm, trong khi đang dẫn đầu một cuộc chiến chống lại người Tangut, Thành Cát Tư Hãn, như người ta nói, ngã khỏi lưng ngựa và chết.
Về diện tích những vùng đất đã chinh phục được, Thành Cát Tư Hãn là người chinh phục vĩ đại nhất mọi thời đại - đế chế của ông rộng gấp bốn lần thời đại huy hoàng nhất của Alexandre Đại Đế. Quốc gia Mông Cổ tin rằng ông là người vĩ đại nhất mọi thời đại và là người đến từ trên trời. Trong số những người Mông Cổ được coi là Chiến binh thần thánh, và không giống như người Do Thái, những người tiếp tục thấy hy vọng trong những vị vua chinh phục (messiah) như David, người Mông Cổ tiếp tục tin rằng một ngày nào đó Thành Cát Tư Hãn sẽ lại sống dậy và dẫn dân tộc mình tới những thắng lợi.

### Viễn chinh tới châu Âu

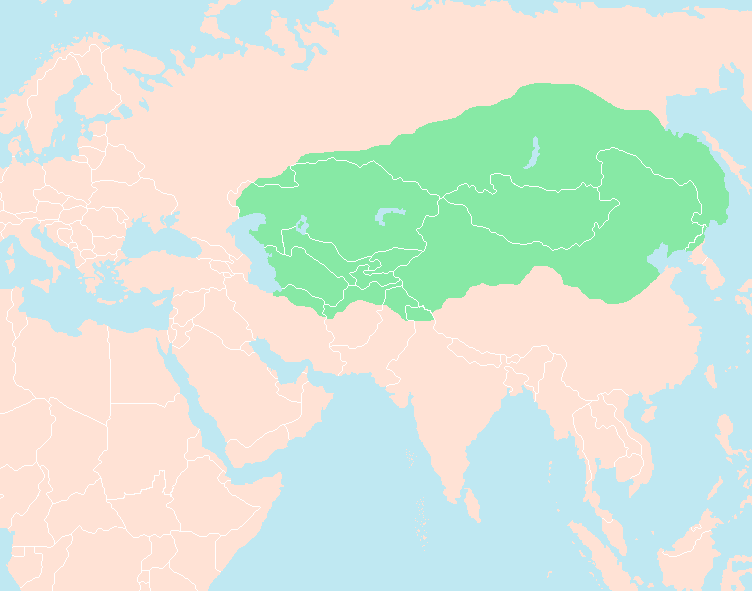
Đế quốc Mông Cổ khi Thành Cát Tư Hãn qua đời.

Lúc cuối đời Thành Cát Tư Hãn, các thành viên trong gia đình ông đánh lẫn nhau để xem ai là người kế vị ông. Để chấm dứt tranh cãi, Thành Cát Tư Hãn chọn đứa con thứ ba, Ogodei (Oa Khoát Đài). Và năm 1229, sau cái chết của Thành Cát Tư Hãn, một hội nghị toàn thể Mông Cổ khẳng định sự kế tục của Ogodei như Đại Hãn. Ogodei bắt đầu sự cai trị của mình nhằm mục đích làm mọi người tin rằng ông chính là người có Thiên mệnh cai trị thế giới. Vào giữa những năm 1230, Ogodei gửi quân chống lại các vương hầu Slavic ở Đông Âu, nhưng cuộc kháng chiến của các bộ lạc châu Á giữa vùng sông Volga và Ural còn lớn hơn những gì ông mong đợi, làm chậm lại kế hoạch chinh phục vùng núi phía tây Ural. Cuối cùng, năm 1237, quân đội của ông đẩy lùi người Nga, chiếm các thành phố Vladimir, Kolmna và Moskva năm 1238. Năm 1240 quân đội của ông tàn phá thành phố Kiev.
Tại Liegnitz (hiện nay là Ba Lan), mặc dù có số quân ít hơn, quân của ông đánh tan quân Đức với các kỵ sĩ trang bị nặng. Quân ông lao sang Hungary, và năm 1241 tiến tới vùng ngoại ô Viên. Sau đó, vẫn còn là điều khó hiểu đối với người châu Âu, người Mông Cổ rút lui khỏi Wien. Đối với người Âu, có lẽ họ nghĩ rằng họ đã được cứu vãn bởi một điều thần kỳ. Đối với người Mông Cổ thì lại khác. Người Mông Cổ rút khỏi Trung Âu vì cái chết của Ogodei. Các sĩ quan cao cấp trong quân đội tin rằng họ phải quay về để xác định việc lựa chọn một vị vua mới.
Vợ goá của Odogei, Toregene (Bột Lạt Cáp Chân bắt đầu cầm quyền cai trị quốc gia của Ogodei, dựa trên tên ông và hành động như người nhiếp chính cho đứa con lớn nhất. Các chiến dịch quân sự giảm dần. Chiến tranh nổ ra giữa những người trong gia đình mở rộng. Năm 1246, một trong số họ, Guyug, đã có thể mua được sự ủng hộ và được lựa chọn làm người kế tục của Ogodei. Ông ban thưởng rộng rãi cho những người đã ủng hộ ông và để tiếp tục được ủng hộ, từ các hoàng tử cho đến những người viết mướn, cứ như là tiền của ông là vô tận. Giáo hoàng Innocent IV gửi một đoàn sứ đến Mông Cổ, và một bức thư của họ mang đến ra lệnh người Mông Cổ "từ bỏ" các cuộc chinh phục châu Âu. Giáo hoàng đưa ra một bản tóm tắt về cuộc đời của Jesus và các giáo lý đạo Thiên chúa, hy vọng thay đổi được vị Đại Hãn, và ông tự miêu tả mình là được Chúa chỉ định nắm mọi quyền lực trên Trái Đất và là người duy nhất được Chúa uỷ nhiệm phát ngôn cho người. Guyug trả lời rằng Chúa đã trao cho người Mông Cổ, chứ không phải cho Giáo hoàng, quyền kiểm soát thế giới, từ khi mặt trời mọc đến khi mặt trời lặn. Ông tuyên bố, Chúa trời dự định cho người Mông Cổ mở rộng điều răn dạy của mình dưới dạng bộ luật vĩ đại của Thành Cát Tư Hãn. Và ông gửi lại cho giáo hoàng lời đề nghị rằng giáo hoàng phải quy phục.
Đế chế Mông Cổ, dù có phải của trời hay không cũng gặp phải những vấn đề giống như những đế chế khác. Giai đoạn cai trị ngắn ngủi của Guyug, từ 1246 đến 1247, kết thúc với việc Guyug chết một cách bí ẩn giữa những cuộc tranh cãi ầm ĩ bên trong gia đình hoàng tộc. Việc chọn lựa Đại Hãn mới được hoàn thành vào năm 1251 với đứa cháu trai của Thành Cát Tư Hãn: Mongke (Mông Ca). Một âm mưu của những kẻ đối nghịch nhằm ám sát ông và lễ lên ngôi của ông đã bị khám phá, và tiếp đó là những cuộc tra tấn, thanh lọc, xét xử, thú tội và máu – thanh lọc bên trong gia đình hoàng gia cũng như giữa các quan chức chính phủ.
Mongke cố gắng thiết lập sự hiệu quả trong việc quản lý mọi người dân của mình. Hệ thống ngựa trạm chuyển thư được cho phép tuyển dụng những người tài giỏi làm việc vì lợi ích của chính họ. Ông lập lên một hệ thống thuế có thể đoán trước cho phép người trồng cấy có thể sắp đặt trước kế hoạch. Ông yêu cầu việc cai trị địa phương không được cam thiệp vào việc trồng cấy lương thực. Hình phạt tử hình được áp dụng cho những sĩ quan lấy rau quả từ các vườn của người nông dân Trung Quốc. Các hoàng tử bị cấm ra các luật lệnh mà không được triều đình đế quốc cho phép. Các quan chức, cả dân sự và quân sự, bị cấm vào những vùng không thuộc quyền phán xét của mình. Các chiến dịch quân sự được tiến hành mà không gây tổn hại đến đất trồng hay phá hoại các thành phố, các hành động bị coi là làm giảm bớt số thuế có thể thu được cho ngân khố đế chế. Quyền sở hữu cá nhân được tôn trọng. Kẻ trộm và cướp bị trừng phạt, với hình phạt tử hình cho tội phạm dù nhỏ nhất.
Trong xã hội Mông Cổ, dù sao, phụ nữ cũng có nhiều tính độc lập hơn trong các xã hội Hồi giáo và phương Tây. Phụ nữ Mông Cổ có thể sở hữu tài sản riêng và theo kiện. Và họ phục vụ như những người bổ trợ trong quân đội, náu mình phía sau trong các trại mật trong các trận chiến nhưng cũng tham gia chiến trận trong tình huống khẩn cấp khi cần. Dưới thời cai trị của Mongke, các giáo sĩ và nhà sư được miễn khỏi lao động trong các dự án công cộng. Dưới thời Mongke cũng như dưới thời Thành Cát Tư Hãn, người dân được phép thờ phụng tôn giáo nào họ thích. Phật giáo, Hồi giáo và Thiên chúa giáo đều phát triển. Và năm 1252, chế độ của Mongke đưa việc thờ phục Thành Cát Tư Hãn làm tôn giáo chính thức.

### Tấn công vào khu vựcTrung Đông
Những năm 1250, vua Louis IX của Pháp lo lắng cho vùng Đất Thánh và hy vọng một liên minh với người Mông Cổ để tiêu diệt Hồi giáo. Người Mông Cổ không quan tâm, nhưng họ đã bắt đầu mở rộng từ Ba Tư về Lưỡng Hà. Để hoàn thành việc cai trị thế giới, Mongke gửi một trong những anh em của mình, Hulegu, về phía tây và Mongke dự định dẫn đầu cuộc chinh phục toàn bộ Trung Quốc. Khi Hulegu và đội quân của ông đang đi qua Ba Tư, họ phá hủy giáo phái Hồi giáo mà người châu Âu gọi là Cuộc thảm sát, mở con đường từ Mông Cổ đến Bagdad, thành phố lớn nhất và giàu có nhất thế giới Hồi giáo.
Một số người Thiên chúa giáo ở Bagdad thường đến Mông Cổ như một cơ hội để tự giải thoát mình khỏi sự cai trị Hồi giáo hay để báo thù quá khứ sai trái, và các lãnh đạo quân đội Mông Cổ, như thói quen, lợi dụng những sự xung đột đó. Bên trong quân đội của Hulegu có những người Thiên chúa giáo và Shi’a Hồi giáo, và họ được cho là những người tham gia tích cực nhất vào việc tấn công các dân cư dòng Hồi giáo Sunni ở Bagdad. Năm 1258, Bagdad bị phá hủy và nhiều người Sunni bị tàn sát, trong khi những người Thiên chúa giáo và Shi’a lại phát triển. Cuộc chinh phục Bagdad chấm dứt việc cai trị của các khalip nhà Abbasid tại Bagdad như một thủ đô tinh thần Hồi giáo trong thời hiện đại. Năm 1259, quân đội của Hulegu vào thành Damascus vĩ đại của Syri, người Thiên chúa giáo ở đó vui mừng chào đón quân Mông Cổ. Sau đó quân Mông Cổ tiến về phía nam đến Ai Cập, và họ biết rằng ngay cả các đế chế vĩ đại nhất của Chúa trời cũng có các giới hạn. Năm 1260, cuộc tiến quân của họ bị chặn lại bởi những người Mameluke Ai Cập, gần Nazareth. Để trả thù những người Thiên chúa giáo đã liên minh với người Mông Cổ, người Mameluke phá hủy các pháo đài của chiến binh Thập Tự Chinh ở Trung Đông, bắt đầu sự kết thúc của các Thập Tự Chinh ở đó

## Thành lập Nhà Nguyên ở Trung Hoa
Người Mông Cổ đã thôn tính hoàn toàn Trung Hoa trong thế kỷ 13 và lập nên nhà Nguyên-Mông (1271 - 1368). Tuy nhiên đến cuối thế kỷ 14, Nhà Nguyên suy yếu và bị người Hán đánh đuổi ra khỏi Trung Hoa vào năm 1368, người đứng đầu cuộc nổi dậy là Chu Nguyên Chương đã thành lập Nhà Minh

### Mông Cổ xâm chiếm miền Bắc Trung Hoa
Ở thời còn Khuriltai, Thiết Mộc Chân tham dự vào một cuộc tranh chấp với Tây Hạ - cuối cùng trở thành cuộc chiến tranh chinh phục đầu tiên của ông. Dù vấp phải sự kháng cự từ những thành phố Tây Hạ được tổ chức phòng ngự tốt, cuối cùng ông đã thành công trong việc hạn chế tầm ảnh hưởng của Tây Hạ khi ký hiệp ước hòa bình năm 1209. Ông được các vị hoàng đế Tây Hạ công nhận là chúa tể. Sự kiện này đánh dấu sự thành công đầu tiên trong quá trình chinh phục các vương quốc kế tiếp.
Một mục tiêu chính của Thiết Mộc Chân là chinh phục nhà Kim, chiếm lấy miền Bắc Trung Quốc giàu có và biến Mông Cổ trở thành một cường quốc lớn đối với người Trung Hoa. Ông tuyên chiến năm 1211, và dùng các phương pháp chiến đấu với Tây Hạ trước đó để tấn công nhà Kim. Sau khi giành được một số thắng lợi to lớn trên chiến trường và chiếm được một số thành trì sâu trong lãnh thổ Trung Quốc, Thiết Mộc Chân đã chinh phục và củng cố các lãnh thổ nhà Kim xa về phía nam tới tận Vạn lý trường thành năm 1213. Sau đó ông tấn công ba mũi vào trong lãnh thổ Kim, trong khoảng giữa Trường thành và sông Hoàng Hà. Ông đánh bại quân đội Kim, tàn phá miền Bắc Trung Quốc, chiếm nhiều thành phố, và năm 1215 bao vây, chiếm và phá hủy kinh đô Kim tại Yên Kinh (sau này là Bắc Kinh).

### Chinh phục hoàn toàn Trung Hoa
Người Mông Cổ đã có ý chiếm Nam Tống, đế chế văn minh nhất thế giới thời đó. Mông Cổ rất chú ý tới cuộc chiến chinh phục Trung Quốc, ông đã chuẩn bị tấn công vào sườn nhà Tống thông qua cuộc chinh phục Vân Nam năm 1253 và một cuộc xâm lược Đông Dương, sẽ cho phép người Mông Cổ đánh Tống từ phía bắc, tây và nam. Trong khi đang tiến hành chiến tranh với Trung Quốc, Mông Ca ốm vì bệnh lỵ và chết (năm 1259), nhờ đó nhà Nam Tống chưa bị đánh bại, và gây ra một cuộc nội chiến giành ngôi phá vỡ sự thống nhất và vô địch của đế chế.
Hốt Tất Liệt, một người cháu của Thiết Mộc Chân, lên ngôi Đại Hãn, trở thành lãnh tụ tối cao của các bộ tộc Mông Cổ năm 1260. Ông bắt đầu thời cai trị với một tham vọng và sự tự tin to lớn — năm 1264 ông dời thủ đô của Đế chế Mông Cổ đang mở rộng tới Khanbaliq (Đại đô 大都, Bắc Kinh hiện nay). Ông bắt đầu tấn công nhà Nam Tống, từ năm 1271 đã thành lập triều đình phi Hán đầu tiên cai trị toàn bộ Trung Quốc: Nhà Nguyên. Năm 1279, Quảng Châu rơi vào tay người Mông Cổ, đánh dấu sự chấm dứt của triều Nam Tống và sự bắt đầu của một nước Trung Quốc Mông Cổ.

## Thời kỳ thu hẹp lãnh thổ
Sau khi bị người Hán đánh bại, người Mông Cổ đã phải rút lui về đất nước mình và nhà Nguyên tiếp tục tồn tại ở đó, được các nhà sử học hiện đại gọi là nhà Bắc Nguyên. Theo quan điểm chính trị chính thống của Trung Quốc, chỉ có thể có một đế chế chính thống duy nhất trên lãnh thổ, do đó nhà Minh và nhà Nguyên ngăn cản sự hiện diện hợp pháp lẫn nhau. Tuy nhiên, các nhà sử học thường có khuynh hướng coi Nhà Minh là triều đại đại diện hợp pháp vì triều đại này do người Hán lập ra.
Sau khi chiếm được Bắc Kinh, nhà Minh điều quân xâm chiếm Mông Cổ năm 1380, vào năm 1388 đã giành được một thắng lợi quan trọng. Khoảng 7 vạn người Mông Cổ bị cầm tù và Karakorum (thủ đô Mông Cổ) bị tàn phá. Tám năm sau cuộc xâm lược này, ngôi vua Mông Cổ được chuyển sang cho Yesüder, một hậu duệ của Arigh Bugha. Sau khi giúp Mông Cổ vượt qua giai đoạn hỗn loạn, ông trao lại ngai vàng cho con cháu của Hốt Tất Liệt. Trong khi các cuộc xung đột diễn ra ở Trung Quốc, người Mông Cổ về cơ bản nằm trong hệ thống chư hầu của Nhà Minh.

## Sự cai trị của Mãn Thanh
Thế kỷ 17, người Mông Cổ bị người Mãn Châu (Nữ Chân) tấn công mạnh mẽ. Năm 1634, Lâm Đan Hãn, vị đại hãn cuối cùng của người Mông Cổ chết trên đường lưu vong tới Tây Tạng. Con trai ông, Ejei Khan, đầu hàng người Mãn Châu và trao ấn báu của Hoàng đế nhà Nguyên cho vị vua Mãn Thanh là Hoàng Thái Cực. Từ đó, Hoàng Thái Cực lập ra Nhà Thanh với tư cách là triều tiếp nối Nhà Minh. Năm 1636, Mông Cổ trở thành một phần của đế chế Mãn Thanh. Năm 1911, nhà Mãn Thanh sụp đổ, Mông Cổ trở thành nước tự trị từ 1911 đến 1919.

## Độc lập
Ngày 11 tháng 7 năm 1921, được Liên Xô ủng hộ nước Cộng hòa Nhân dân Mông Cổ ra đời theo (chế độ Xã hội chủ nghĩa). Ngày này cũng là ngày quốc khánh của Mông Cổ hiện nay

## Giai đoạn gần đây
Từ 1990, do ảnh hưởng từ việc Liên Xô tan rã, Mông Cổ bắt đầu tiến trình cải tổ nền kinh tế, chính trị, chuyển sang chế độ đa nguyên, đa đảng với 18 đảng phái chính thức hoạt động, trong đó Đảng Nhân dân Cách mạng Mông Cổ là chính đảng lớn nhất.